# 费尔南多·费尔南德斯·马丁
费尔南多·费尔南德斯·马丁（西班牙語：Fernando Fernández Martín，1943年5月29日—）是加那利群岛出身的医生，政治人物。曾任加那利群岛政府主席，欧洲议会议员。
1965年本科毕业于纳瓦拉大学医学和外科专业。1975年获得医学博士学位。有丰富的从业经验。他还是西班牙业余无线电联盟主席。